# Цифровая нотация
Цифровая нотация — способ записи шахматной партии с помощью цифр. Применяется в международных соревнованиях по переписке. Впервые предложена И. Савенковым в качестве кода для передачи ходов по телеграфу и успешно апробирована в матче Красноярск — Петербург (1886—1887). Принята как обязательная в соревнованиях ИФШБ — ИКЧА — ИКЧФ.
Цифровая нотация — код, обозначающий каждое поле шахматной доски двузначной цифрой (см. диаграмму; числа на полях относятся к алгебраической нотации). Ход записывается четырёхзначной цифрой:  
указывается поле, с которого идёт фигура, и поле, на которое она передвинута. Обозначения фигур и другие знаки (шах, мат и другое) опускаются. Рокировка записывается только ходом короля (для белых: короткая — 5171, длинная — 5131; для чёрных соответственно — 5878 и 5838). При превращении пешки,  
достигшей 8-й (1-й) горизонтали, в фигуру к ходу пешки добавляется цифра, обозначающая фигуру, в которую она превращена: 1 — ферзь, 2 — ладья, 3 — слон, 4 — конь. 
Пример записи начальных ходов открытого варианта испанской партии в алгебраической и цифровой нотациях: 
| Алгебраическая   | Цифровая     |
| ---------------- | ------------ |
| 1. е2—е4 е7—е5   | 1. 5254 5755 |
| 2. Kg1—f3 Kb8—с6 | 2. 7163 2836 |
| 3. Cf1—b5 а7—а6  | 3. 6125 1716 |
| 4. Сb5—а4 Kg8—f6 | 4. 2514 7866 |
| 5. 0—0 Kf6:е4    | 5. 5171 6654 |
| 6. d2—d4 b7—b5   | 6. 4244 2725 |
| 7. Са4—b3 d7—d5  | 7. 1423 4745 |